# لیندا ایندرگاند
لیندا ایندرگاند (آلمانی: Linda Indergand؛ زادهٔ ۱۳ ژوئیهٔ ۱۹۹۳) دوچرخه‌سوار زن اهل سوئیس است.